# Hans Collaert

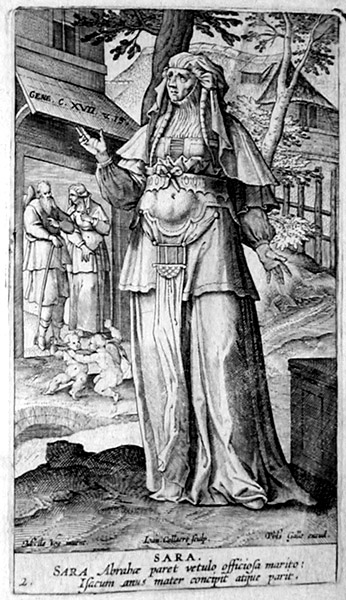
Hans Collaert metszete az Ószövetséghez

Hans Collaert (Antwerpen, 1545 k. – 1628) flamand rézmetsző, Adrian Collaert rajzoló és neves rézmetsző fia.
Néhány évig apja műhelyében tanult, majd Rómába ment, hogy gyarapítsa a tudását. Számos metszetet készített Peter Paul Rubens nyomán, melyeket nagyra tartottak.